# Adolph von Knigge

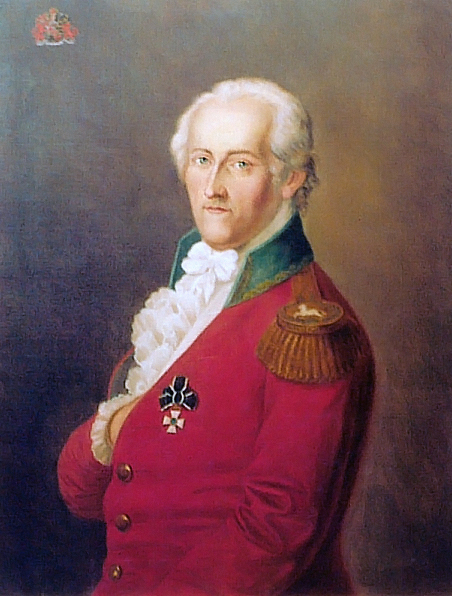
Adolph von Knigge.

Adolph Franz Friedrich Ludwig von Knigge, född 16 oktober 1752 i Bredenbeck nära Hannover, död 6 maj 1796 i Bremen, var en tysk författare och friherre.

## Liv
Knigge inträdde tidigt på ämbetsmannabanan, och vistades som kammarjunkare vid flera mindre tyska hov. Han blev aktiv medlem i Illuminati och levde sedan på många olika orter, där han livnärde sig som författare. Han dog 1796, då var han medlem av Bremens magistrat.

## Verk
Knigges mest kända verk är Om umgänget med människor (Über den Umgang mit Menschen), som gavs ut för första gången 1788. Den första översättningen till svenska kom 1799.
Knigge skrev även flera romaner. Den längsta av dessa var Der Roman meines Lebens. Två andra är pikareskromanen Geschichte Peter Glanses och den komiska romanen Die Reise nach Braunschweig.
Knigges samlade verk gavs ut i 12 band 1804-06.